# Robert Veenstra
Robert Veenstra (Leeuwarden, 1 september 1964) is een Nederlands voormalig sportbestuurder en schoolbestuurder. Van 2010 tot 2013 was hij voorzitter van voetbalclub sc Heerenveen. 

## Loopbaan

### Stenden Hogeschool
In 2003 werd Veenstra toegevoegd aan de raad van bestuur van de toenmalige Christelijke Hogeschool Nederland (CHN). In 2008 fuseerde de CHN met de Hogeschool Drenthe en ging men verder onder de naam Stenden Hogeschool. Na de fusie heeft Veenstra ook vestigingen laten openen in Qatar (Doha), Zuid-Afrika (Port Alfred), Indonesië (Bali) en Thailand (Bangkok).

### sc Heerenveen
Robert Veenstra werd in 2010 aangesteld als nieuwe voorzitter van de voetbalclub sc Heerenveen. Zijn voorzitterschap eindigde op 21 juni 2013 toen er vanuit de organisatie en supporters kritiek kwam op zijn functioneren en dat van het bestuur. Nog vooruitlopend op de conclusies van een lopend onderzoek naar de directie besloot Veenstra zijn functie onder druk neer te leggen op 21 juni 2013. De onderzoekers spraken van een schrikbewind onder Robert Veenstra. Zijn opvolger werd op 31 juli 2013 Gaston Sporre.

### Overig
Verder was Robert Veenstra tot 2016 commissaris van de sociale werkvoorziening Caparis. Na een lang conflict binnen de directie stapte hij daar op.